# Robert Sherman
Robert „Bob“ Sherman (* 16. November 1940 in Redwood City, Kalifornien; † 30. August 2004 in England, Großbritannien) war ein US-amerikanischer Schauspieler und Theaterautor.

## Leben
Sherman, nach anderen Quellen in San Francisco geboren, kam als Jugendlicher in eine Besserungsanstalt (Reform School), schlug sich mit verschiedenen Gelegenheitsjobs durch, unter anderem als Bootsjunge auf der Yacht des Schauspielers Errol Flynn, auf der die Küste Kaliforniens entlang fuhr. Später fuhr Sherman auch einige Jahre zur See. Zeitweilig tourte er auch als Musiker im Duo mit Jacques Brel um die Welt. Ende der 1960er Jahre ließ sich Sherman dann dauerhaft in Großbritannien nieder.
Sherman besuchte das College in San Diego, ging als Schauspieler an das Old Globe Theatre in San Diego. Ende der 1950er Jahre/Anfang der 1960er war er festes Ensemblemitglied bei der American Shakespeare Company und trat, kurzzeitig auch unter dem Künstlernamen Bob Benedict, beim American Shakespeare Festival in Stratford auf. Auch in späteren Jahren kehrte Shermann immer wieder auf die Bühne zurück: 1969 spielte er im Prince of Wales Theatre in London an der Seite von Betty Buckley die Rolle des Chuck Baxter in dem Musical Promises, Promises von Burt Bacharach. 1977 verkörperte er in London den Schauspieler Larry Parks in Eric Bentleys Theaterstück Are You Now Or Have You Have Ever Been?, eine Bühnenfassung der Anhörungen des Komitees für unamerikanische Umtriebe. Sherman bearbeitete das Stück für das britische Publikum und fungierte gleichzeitig als Produzent. Das Stück hatte im Bush Theatre in London Premiere, ging dann auch auf Tournee und wurde später dann lange im Mayfair Theatre gespielt. Sherman trat in London auch am West End Theatre am Royal Court Theatre und am Old Vic Theatre auf.
Seine erste nachgewiesene („credited“) Filmrolle hatte er 1955, unter dem Namen Robert Sherman, in dem Kriminalfilm Rattennest. In den 1950er Jahren spielte er beim US-amerikanischen Fernsehen mit Wendell Corey in der Serie Alarm im Hafen (Harbor Command). Ab den 1970er Jahren war Sherman regelmäßig als prägnanter Nebendarsteller in britischen und amerikanischen Kinoproduktionen beschäftigt. Er spielte 1973 die kleine Cameo-Rolle des Bert in einer Fernsehfassung des Musicals Applause von John Kander mit Lauren Bacall. Er verkörperte einen CIA-Agenten in Inspektor Clouseau, der „beste“ Mann bei Interpol, einen US-Senator in Superman IV – Die Welt am Abgrund und den CIA-Chef in der internationalen Koproduktion Spy Games – Agenten der Nacht. Als Talkshow-Moderator hatte er 2004 eine Rolle in der Comicverfilmung Hellboy von Guillermo del Toro.
Im britischen Fernsehen wurde Sherman insbesondere durch seine Rolle als Jeff Ross in der britischen Agenten- und Spionageserie The Sandbaggers (1978–1980) bekannt, in der er den Chef des Londoner Büros der Central Intelligence Agency verkörperte, der der Hauptfigur Burnside 1975 beim Fall von Saigon das Leben rettete. In der US-amerikanischen Miniserie Holocaust – Die Geschichte der Familie Weiss spielte er 1978 die Rolle des Captain John Cassidy. In einer seiner letzten Fernsehrollen spielte er den US-Präsidenten Ronald Reagan in dem Fernsehfilm The Falklands Play, einer filmischen Analyse des Falkland-Krieges.
Sherman bearbeitete auch literarische Stoffe für das Theater und den Rundfunk. Er schrieb eine Radiofassung von Ernest Hemingways Kurzroman Der alte Mann und das Meer, in der Rod Steiger mitwirkte. Er verfasste Stücke für BBC Radio 4, unter anderem The Titanic Inquiry, das auf den Protokollen der Untersuchungen des US-amerikanischen Senats zum Untergang der Titanic beruhten. Shermans letztes fertiggestelltes Stück war Hotel Arusha.
Sherman starb an Krebs.

## Filmografie
- 1952: Grausame Richter (For Men Only)
- 1954: Day of Triumph
- 1955: Rattennest (Kiss Me Deadly)
- 1957–1958: Alarm im Hafen (Harbor Command; Fernsehserie)
- 1966: Das Kabinett der blutigen Hände (Picture Mommy Dead)
- 1970: Zu spät für Helden – Antreten zum Verrecken
- 1971: Die 2
- 1973: Applause (Fernsehfilm)
- 1974: Feelings
- 1974: The Cherry Picker
- 1975: Mondbasis Alpha 1
- 1976: Inspektor Clouseau, der „beste“ Mann bei Interpol (The Pink Panther Strikes Again)
- 1978: Holocaust – Die Geschichte der Familie Weiss
- 1978–1980: The Sandbaggers (Fernsehserie)
- 1982: Das Kommando (Who Dares Wins)
- 1983: Saigon: Year of the Cat
- 1984: Sheena – Königin des Dschungels (Sheena)
- 1984: Haunters of the Deep
- 1984: Remington Steele
- 1986: Der kleine Horrorladen (Little Shop of Horrors)
- 1987: Superman IV – Die Welt am Abgrund (Superman IV: The Quest for Peace)
- 1991: Company Business
- 1994: MacGyver
- 1999: Der große Mackenzie (The Big Tease)
- 1999: Die Profis – Die nächste Generation
- 1999: Spy Games – Agenten der Nacht (History Is Made at Night)
- 1999: Starry Night
- 1999: Katastrophe im Schwarzen Loch (Doomwatch: Winter Angel)
- 2002: The Falklands Play
- 2003: Judge John Deed (Fernsehserie)
- 2004: Hellboy
- 2004: The Life and Death of Peter Sellers
- 2006: Manga Latina: Killer on the Loos